# أبو القاسم علي بن إبراهيم النسيب
أبو القاسم علي بن إبراهيم النسيب العلوي الحسيني الدمشقي نسيب الدولة هو محدث وخطيب دمشق وشيخها، من أهل السنة والجماعة.

## النسب
هو أبو القاسم علي بن إبراهيم بن العباس بن الحسن بن العباس بن الحسن بن الرئيس أبي الجن حسين بن علي بن محمد بن علي بن إسماعيل بن جعفر الصادق بن محمد الباقر بن علي زين العابدين بن أبي عبد الله الحسين بن علي بن أبي طالب العلوي الحسيني الدمشقي.

## روايته للحديث النبوي
قرأ القرآن على أبي علي الأهوازي، وغيره. سمع في سنة 438 هـ وبعدها من أبي الحسين محمد بن عبد الرحمن بن أبي نصر التميمي، ومحمد بن يحيى بن سلوان المازني، ورشا بن نظيف، وسليم بن أيوب الفقيه، ومحمد بن سلامة القضاعي، وكريمة المروزية، وأبي القاسم الحنائي، ووالده مستخص الدولة، والخطيب البغدادي، وانتخب عليه الأخير عشرين جزءًا، تُعرف بفوائد النسيب.
حدث عنه: هبة الله بن الأكفاني، والخضر بن شبل الحارثي، وعبد الباقي بن محمد التميمي، وأبو المعالي بن صابر، وأبو القاسم بن عساكر، وأخوه الصائن هبة الله، وغيرهم.

## وفاته
توفي في الرابع والعشرين من شهر ربيع الآخر سنة 458 هـ، وأوصى أن يُصلَّي عليه جمال الإسلام أبو الحسن السلمي، وأن يُسَنْم قبره، وأن لا يتولاه أحد من الشيعة، ودفن بالمقبرة الفخرية.